# Libro di Giuditta
Il Libro di Giuditta (greco Ιουδίθ, iudíth; latino Iudith) è un testo contenuto nella Bibbia cristiana cattolica (Settanta e Vulgata) ma non accolto nella Bibbia ebraica (Tanakh). Come gli altri libri deuterocanonici è considerato ispirato nella tradizione cattolica e ortodossa, mentre la tradizione protestante lo considera apocrifo.
Ci è pervenuto in una versione greca di circa fine II secolo a.C., sulla base di un prototesto ebraico perduto composto in Giudea attorno a metà II secolo a.C.
È composto da 16 capitoli descriventi la storia dell'ebrea Giuditta, ambientata al tempo di Nabucodonosor (605-562 a.C.), "re degli Assiri". La città giudea di Betulia è sotto assedio da parte di Oloferne, generale assiro, e viene liberata grazie a Giuditta.
Il Libro di Giuditta è entrato piuttosto tardi e dopo alcune incertezze - nel 382 d.C. in occidente e nel 692 d.C. in oriente - nella Bibbia cattolica e ortodossa, mentre è stato escluso dalla Bibbia ebraica e da quella protestante.

## La storia

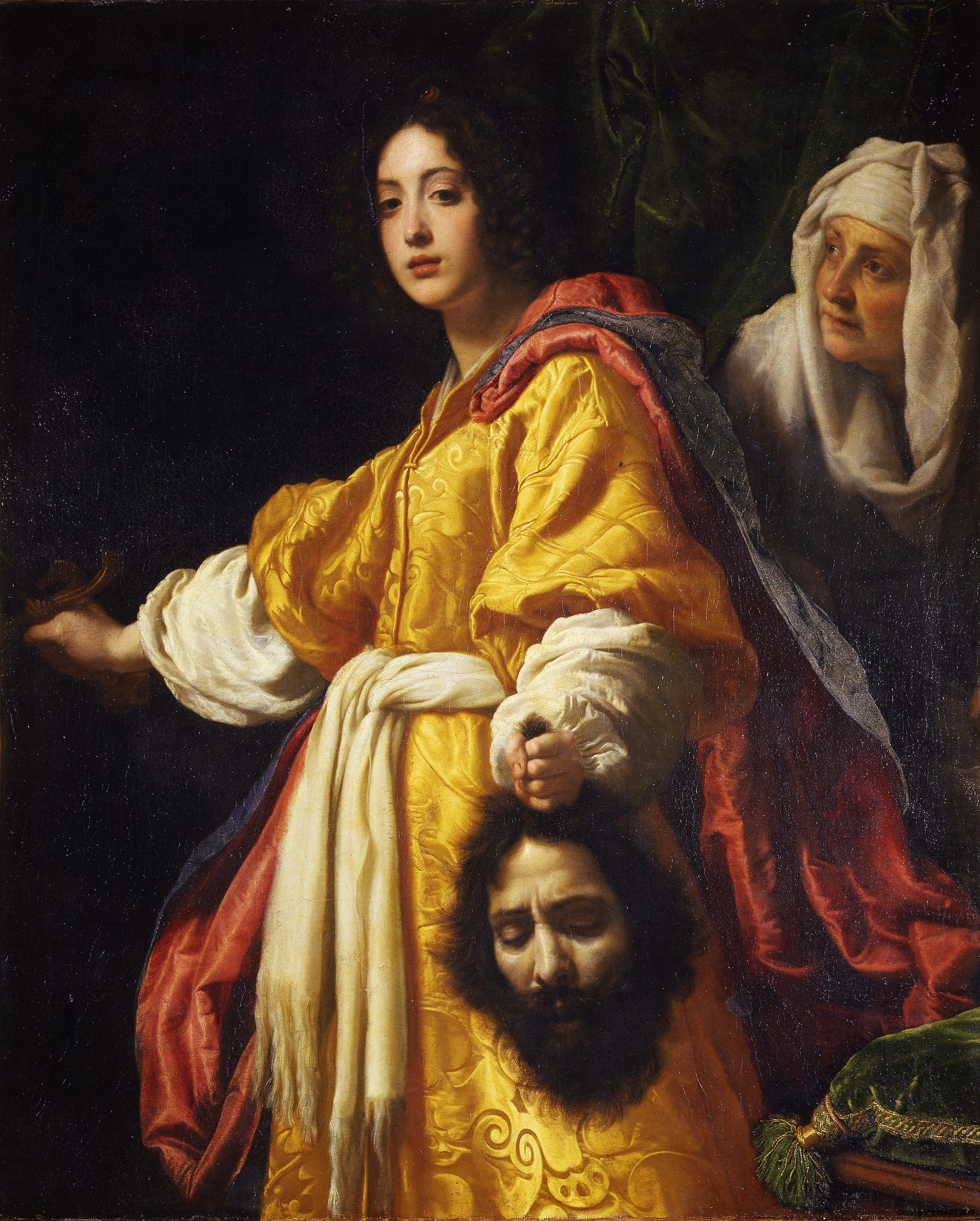
Giuditta con il capo di Oloferne, di Cristofano Allori, 1613 (Palazzo Pitti, Firenze)

La storia è ambientata cronologicamente durante il regno di Nabucodonosor (che il Libro presenta come re assiro, sebbene in realtà fosse un sovrano babilonese), di cui narra la guerra contro i Medi.
Conclusa vittoriosamente la prima campagna di guerra, il "Grande re" affida al suo generale Oloferne la campagna d'occidente, durante la quale questi incontra il popolo di Israele. Un capo cananeo lo avverte che Israele è un popolo invincibile, se non pecca contro il suo Dio, e per tutta risposta egli lo consegna agli israeliti, che lo ricoverano e si preparano alla guerra con l'Assiria.
Assediati, ridotti allo stremo per fame e sete, dopo trentaquattro giorni gli israeliti vorrebbero arrendersi, e il loro capo, Ozia, a fatica riesce a convincerli ad aspettare ancora cinque giorni.
Qui entra in scena Giuditta, ricca vedova, bella, giovane e di indiscussa virtù.
Alla notizia dell'intenzione di resa, Giuditta convoca gli anziani, rimprovera loro la scarsa fede, ne ottiene la fiducia e, invocata per sé la protezione del Dio di Israele, si veste in gran pompa e si presenta ad Oloferne con la sua serva e con doni, fingendo di essere venuta a tradire i suoi.
Condotta alla presenza del generale viene assai ben accolta, e gli fa credere di poter avere la rivelazione dei peccati del suo popolo a causa dei quali l'Eterno lo darà in mano al nemico, permettendogli di giungere vittorioso fino alla conquista di Gerusalemme.
Oloferne accetta entusiasta l'offerta e la lascia pregare ogni notte il suo Dio per avere la promessa rivelazione. Dopo tre giorni la invita al suo banchetto, credendo di poterla anche possedere carnalmente. Ma quando viene lasciato solo con la donna è perdutamente ubriaco: Giuditta approfitta dello stordimento del generale assiro e lo decapita.
Giuditta leva quindi un salmo di ringraziamento all'Eterno. Dopo aver ricavato grandi onori e vantaggi per la sua impresa, la donna affranca la sua serva; vivrà fino a 105 anni, libera e assai rispettata dalla sua gente, rifiutando ogni proposta di nuove nozze.

## Significati

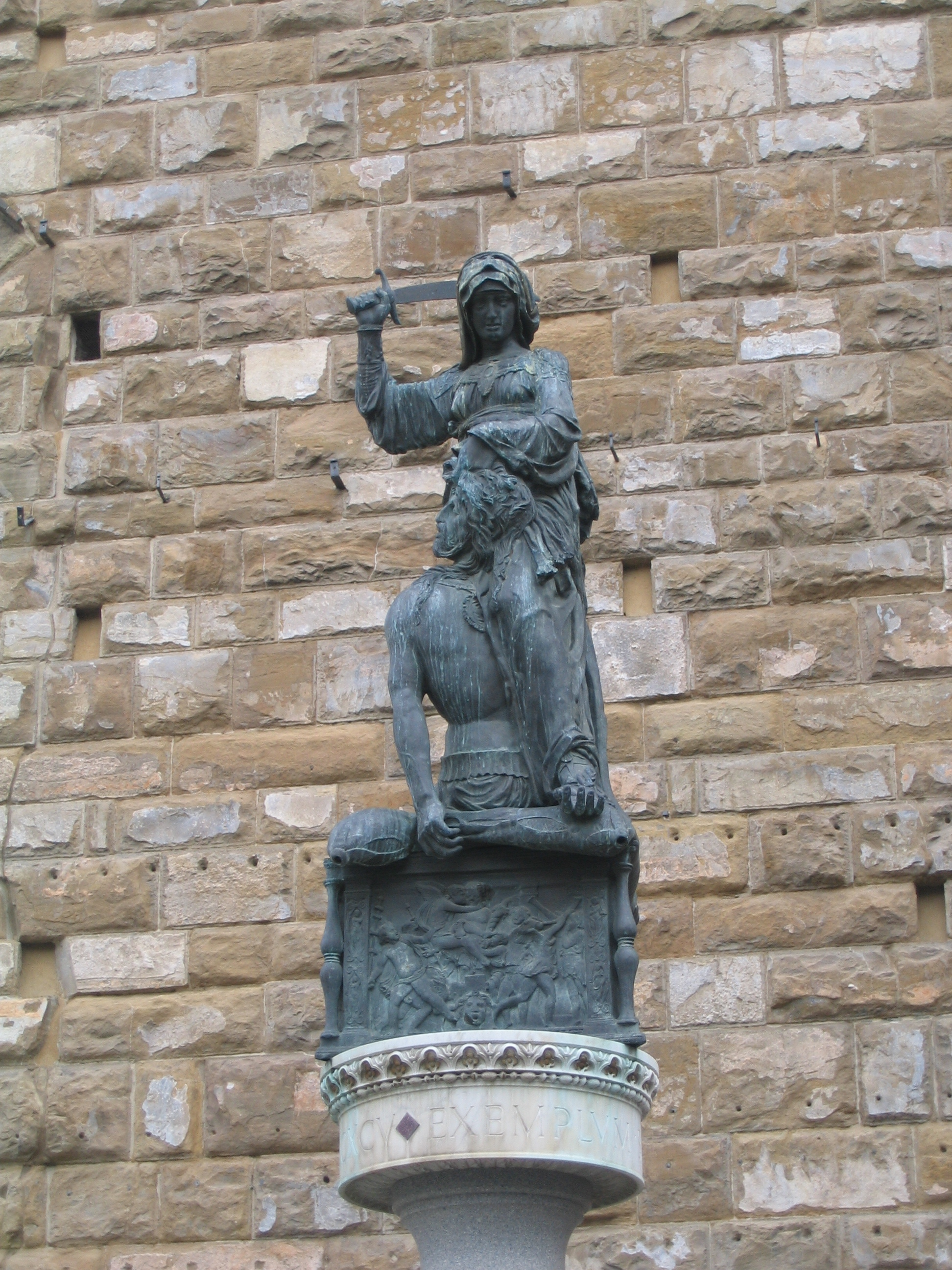
Giuditta in atto di tagliare la testa di Oloferne (Firenze, piazza della Signoria)

La storia di Giuditta, trattata con grande ampiezza nella Bibbia cattolica, ha avuto grande successo come fonte di ispirazione letteraria ed iconografica.
Colpisce, nel racconto, l'entrata in scena di questa figura di donna bella, libera e ricca (posizione di per sé inquietante, in una società arcaica), che pungola lo scarso coraggio degli uomini della sua comunità ai quali dovrebbe per tradizione essere soggetta. E non c'è dubbio che l'uccisione di Oloferne evochi anche la vendetta della donna contro il maschio violento e violentatore. Come ha potuto dunque, un racconto che ribadisce che le armi della femmina contro il maschio sono quelle tradizionali - la seduzione e l'inganno - avere tanta fortuna in società patriarcali?
La parola-chiave sembra essere "patriottismo", valore, come indica la parola stessa, tipicamente patriarcale. Il fatto è che da una parte nel racconto si ribadisce che le armi femminili sono proprio quelle, ma dall'altra esse vengono qui utilizzate a beneficio del gruppo (patriarcale) di appartenenza. Ciò consente la promozione di Giuditta al ruolo di eroe - anzi, di eroina.
Di questa complessità psicologica ben si accorse Freud, quando nella sua Psicologia della vita amorosa, citò la figura di Giuditta come una di quelle donne la cui verginità è protetta da un tabù, facendo riferimento ad una tragedia di Friedrich Hebbel che dava per non consumato il suo primo ed unico matrimonio.

## Storicità
È generalmente accettato tra gli studiosi che il Libro di Giuditta sia sostanzialmente privo di valore storico. Secondo gli esegeti della New Oxford Annotated Bible "la natura immaginaria della storia in esso raccontata è evidente dal suo mescolare storia e finzione, a cominciare dal primo verso, ed è troppo prevalente nel testo per essere considerata solo come il frutto di semplici errori da parte del compositore".
Secondo gli studiosi della École biblique et archéologique française (i curatori della Bibbia di Gerusalemme) - concordemente a quelli del Nuovo Grande Commentario Biblico e dell'interconfessionale Bibbia TOB - il testo è caratterizzato da "un'indifferenza totale nei confronti della storia e della geografia".
Ad esempio, il tragitto compiuto dall'esercito di Oloferne è del tutto inverosimile e cita alcune città storicamente non conosciute e altre invece note ma riportate in modo geograficamente non coerente; anche le città di Betulia e Betomestaim sono storicamente sconosciute, nonostante le precisazioni topografiche e benché Betulia - al centro della narrazione nel libro - sia presentata come città in posizione strategica per il controllo dell'accesso verso la Giudea. Sempre secondo gli studiosi della École biblique et archéologique française, il tragitto compiuto dall'esercito di Oloferne è una "«sfida» alla geografia" della regione, che era evidentemente sconosciuta all'autore del resoconto. Oltre a ciò, Oloferne è un nome di origine persiana e anche Nabucodonosor II - che viene detto regnasse a Ninive sugli Assiri - in realtà regnò tra il 605-562 a.C. sui Babilonesi, non sugli Assiri, e al suo tempo Ninive era già stata distrutta (nel 612 a.C.) da suo padre Nabopolassar; Arpacsad (o Arfacsad), invece, citato come regnante in Ecbàtana, è un nome sconosciuto alla storia. Nel Libro di Giuditta, inoltre, il ritorno dall'Esilio babilonese - che avverrà solo sotto Ciro II il Grande nel 538 a.C. - viene descritto come già accaduto.
Anche gli esegeti della Bibbia Edizioni Paoline confermano che "i dati storici, cronologici e topografici della narrazione lasciano perplessi. Un Nabucodonosor re degli Assiri, residente in Ninive, è sconosciuto alla storia. Sconosciuto è altresì un monarca medo di nome Arpacsad. Oloferne, comandante dell’esercito assiro, e Bagoas, suo maggiordomo, portano nomi persiani. [...] I luoghi attraversati dall'esercito di Oloferne in marcia verso l’Occidente e la stessa località di Betulia, epicentro dell’azione militare, sono immaginari".
Secondo la Bibbia CEI (nella sua edizione del 2008) "Il quadro storico nel quale si inserisce la vicenda non ha consistenza, perché molto vago e ricco di contraddizioni. Ciò di cui si vuole parlare è l'ideale di una donna eroica, che viene descritta mettendo insieme elementi diversi e disparati già noti dalla Scrittura più antica."

### Possibile significato allegorico
Alcuni biblisti e storici moderni hanno suggerito la possibilità che il Libro di Giuditta andrebbe in realtà letto come un romanzo a chiave, ovvero una finzione letteraria i cui personaggi rappresentano figure realmente esistite nell'epoca contemporanea dell'autore (in questo caso il II-I secolo a.C.). Utilizzando questo ragionamento, il biblista Gabriele Boccaccini ha identificato Nabucodonosor con Tigrane II il Grande (140-55 a.C.), un potente re dell'Armenia che, secondo Flavio Giuseppe e Strabone, conquistò le terre indicate nel testo biblico, mentre Giuditta rappresenterebbe Salomè Alessandra (139-67 a.C.), regina della Giudea della dinastia asmonea dal 76 al 67 a.C.
Come Giuditta, Salomè Alessandra dovette affrontare la minaccia di un re straniero che aveva la tendenza a distruggere i templi delle religioni altrui ed anch'ella era una vedova le cui capacità diplomatiche e strategiche aiutarono a sconfiggere l'invasore.

## Iconografia
La storia di Giuditta ebbe grande fortuna iconografica, dal Medioevo fin quasi ai giorni nostri. A seconda degli artisti, l'arma brandita da Giuditta varia dal coltellaccio (Mantegna) alla sciabola corta (Donatello), alla spada (Caravaggio) fino allo spadone (Artemisia Gentileschi) e alla meno realistica spada lunga. In quest'ultimo caso Giuditta viene identificata con la Giustizia (la spada lunga era l'arma tipica del boia nelle esecuzioni capitali). Al tempo stesso Giuditta è simbolo della potenza del Signore, di vittoria del debole contro il forte, in analogia all'episodio di Davide contro Golia.
Nei primi del Novecento Giuditta diventa un'icona del decadentismo, simbolo della donna dominatrice cui l'uomo soggiace, come nell'episodio di Salomè e Giovanni Battista.
Se ne danno di seguito alcuni esempi:

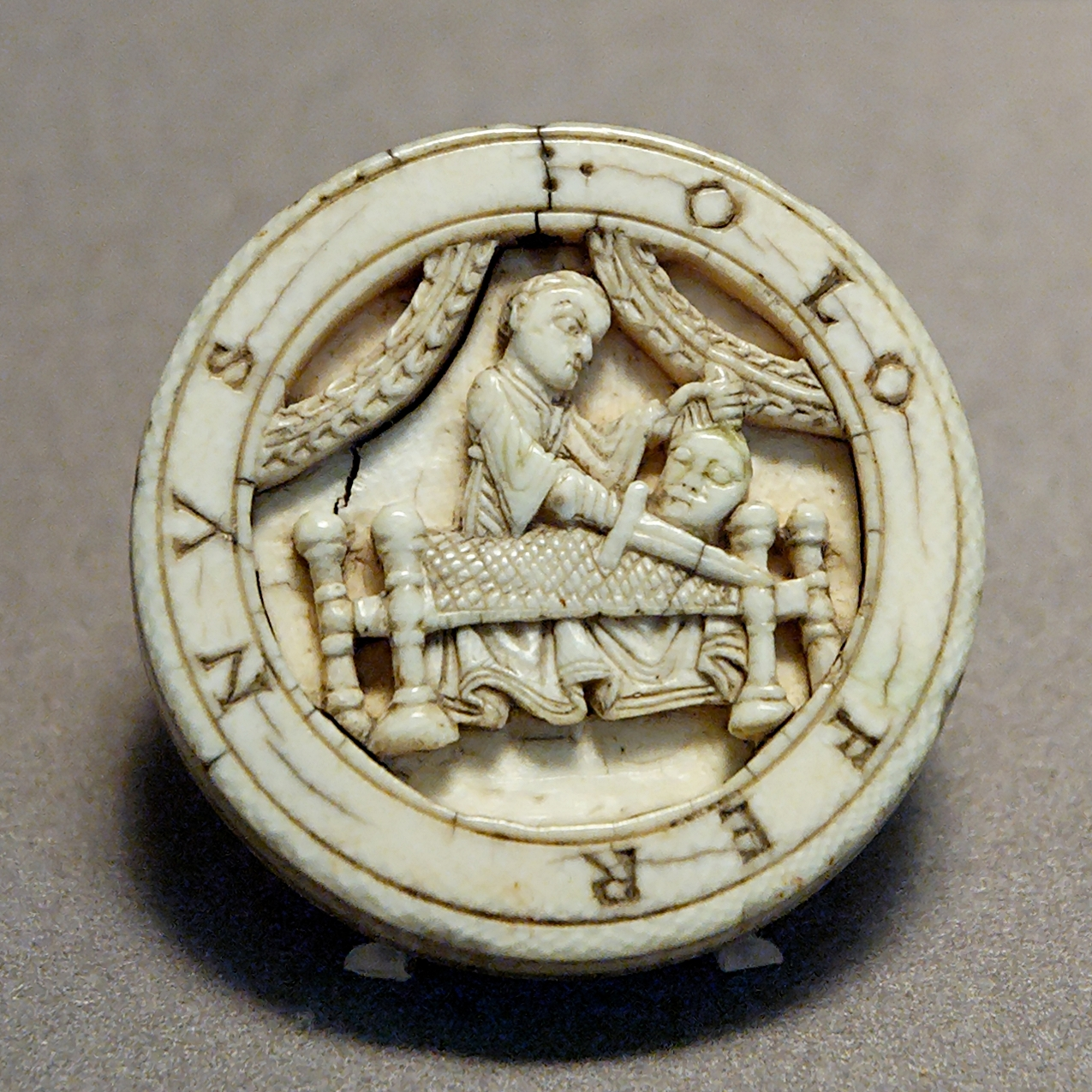
Giuditta e Oloferne in una pedina del XII secolo
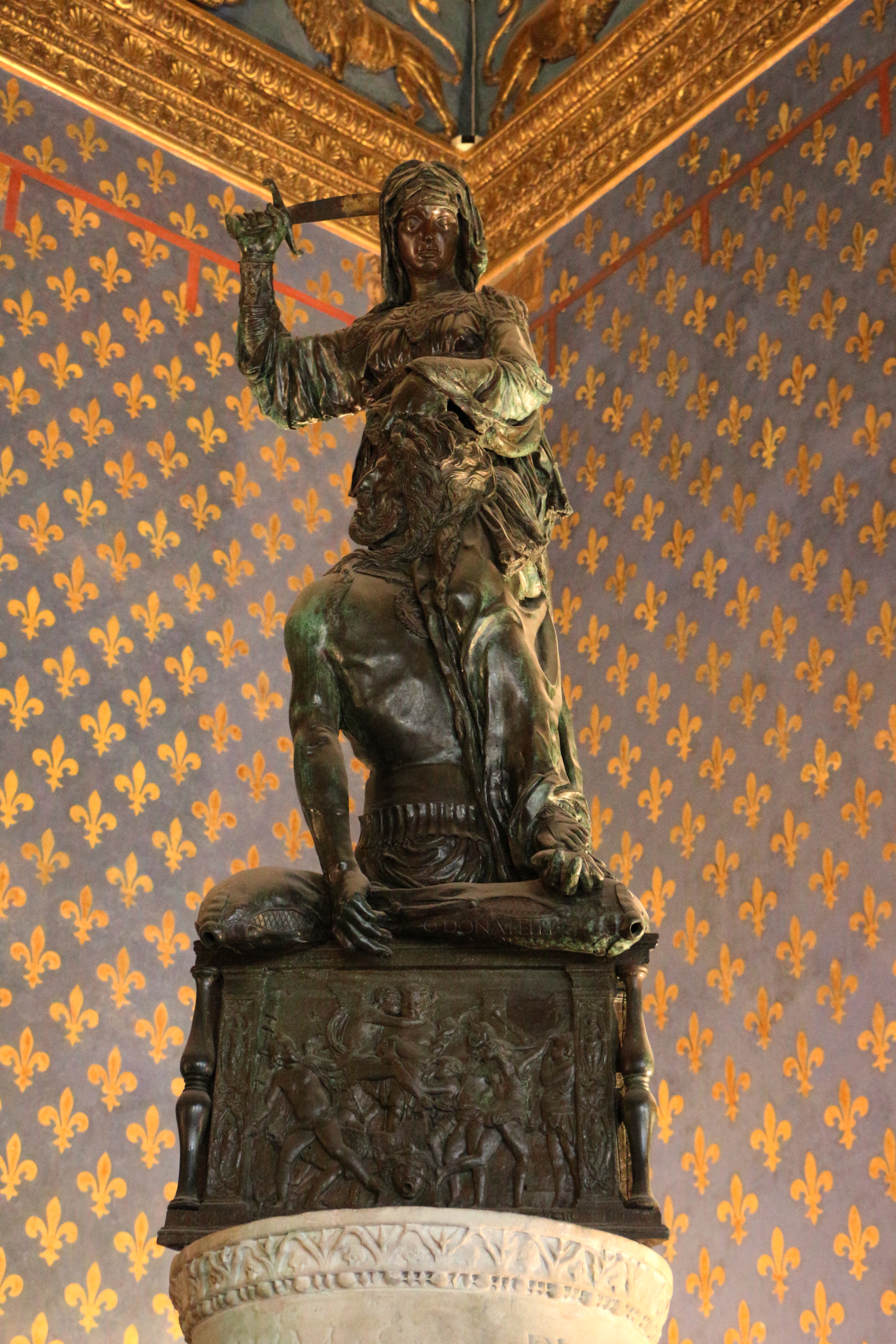
Donatello, Giuditta e Oloferne, circa 1453-1457
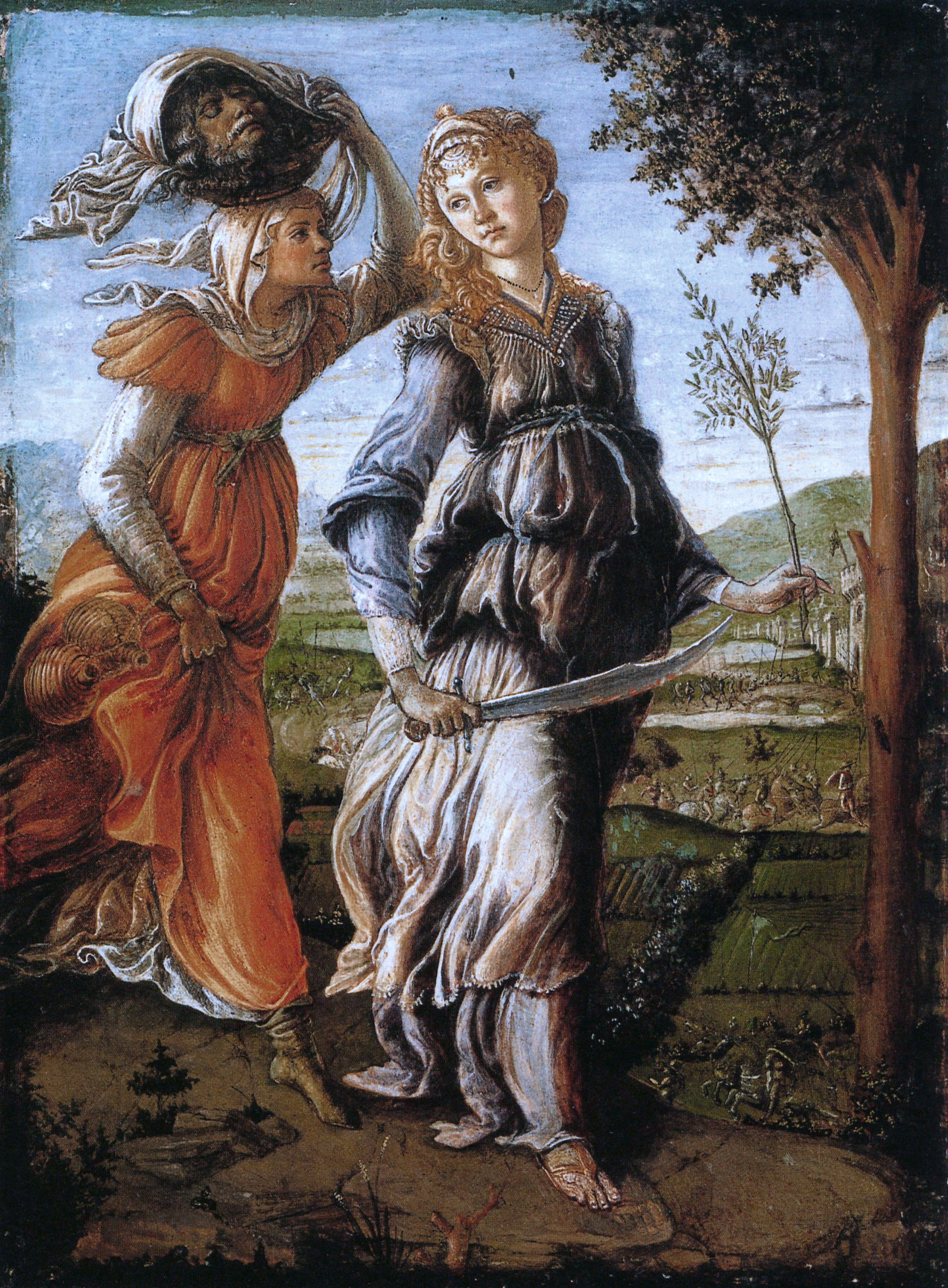
Sandro Botticelli, Ritorno di Giuditta a Betulia, 1472
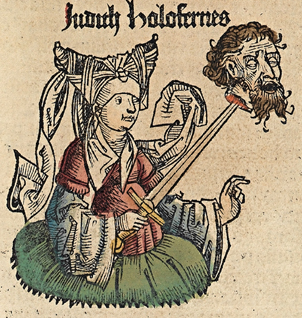
Illustrazione del Libro di Giuditta nel Manoscritto di Norimberga (1493)
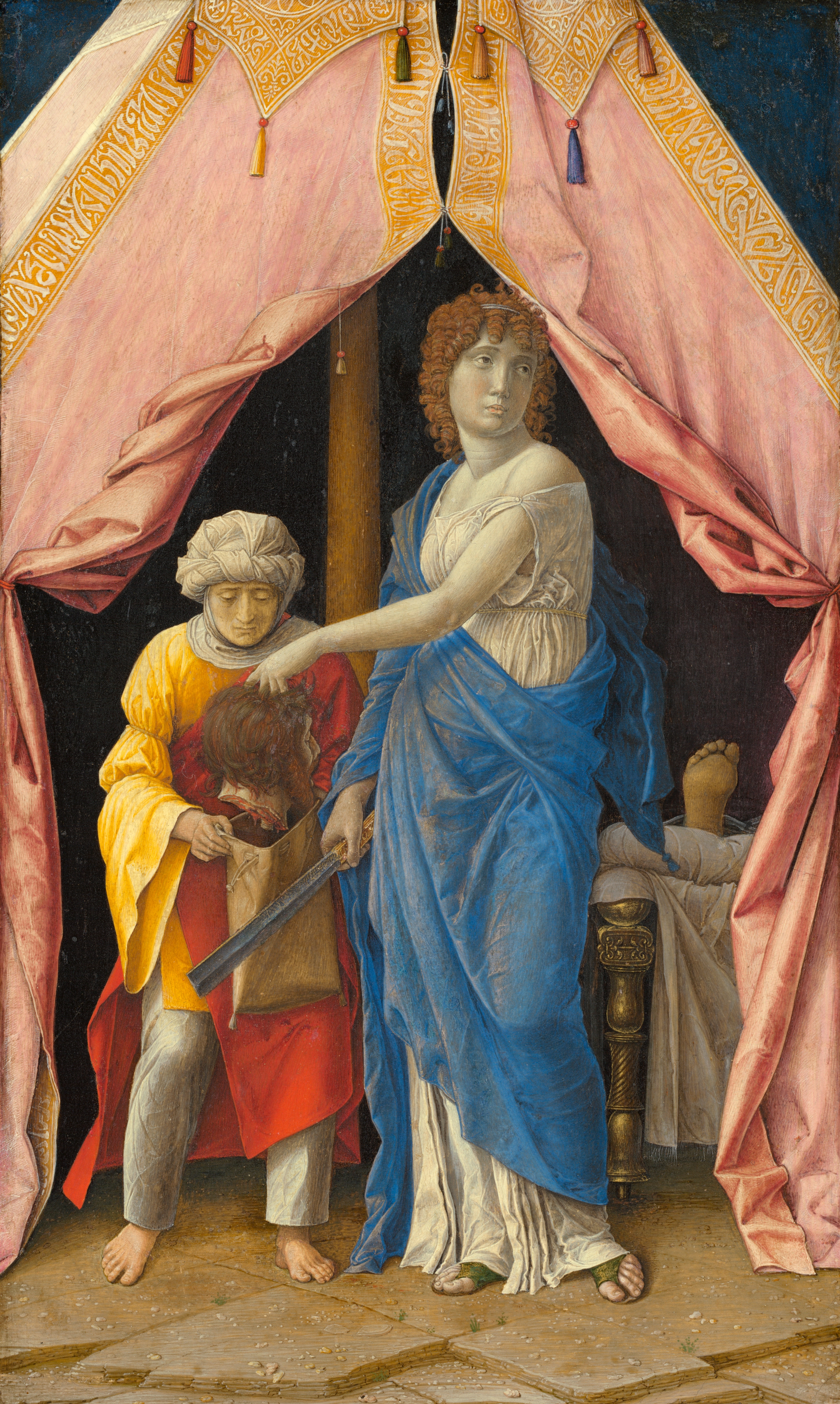
Andrea Mantegna Giuditta e l'ancella con la testa di Oloferne, circa 1495
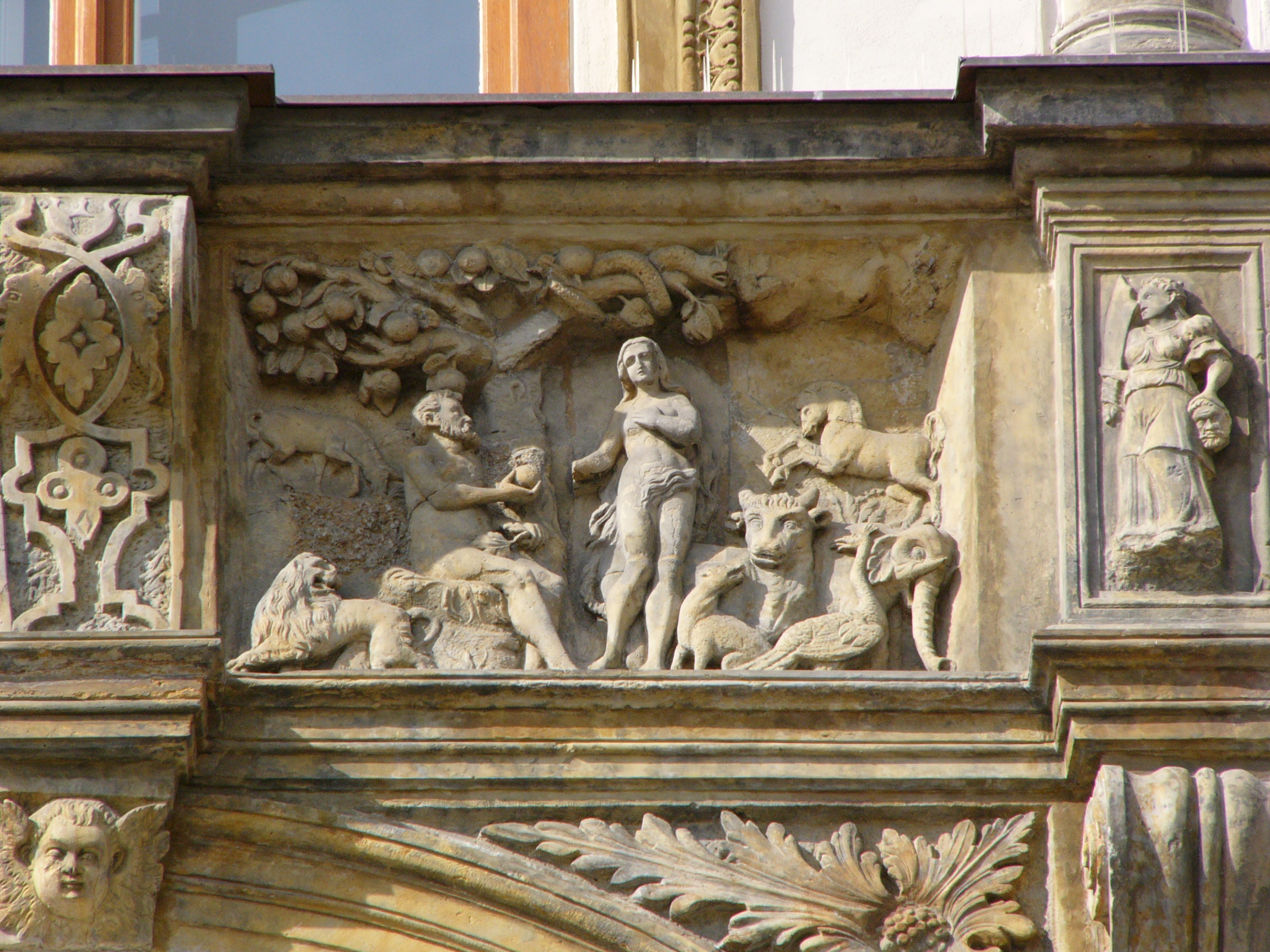
Edelmann Palace (Repubblica Ceca): Giuditta è rappresentata nel riquadro di destra, in contrapposizione alla tentazione rappresentata da Eva nel pannello centrale
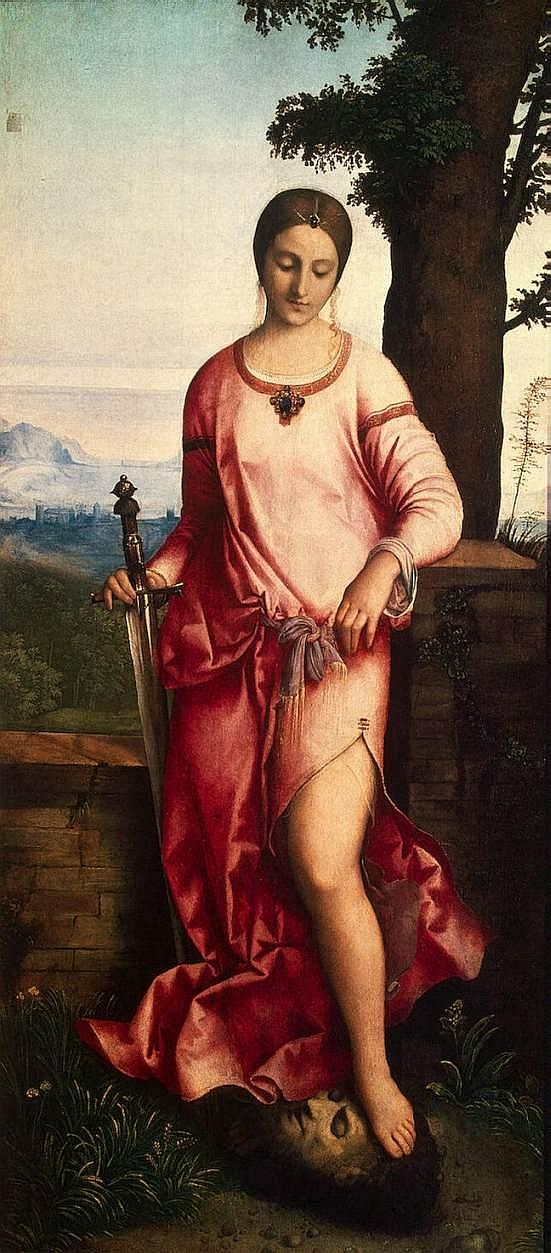
Giorgione, Giuditta con la testa di Oloferne, circa 1504
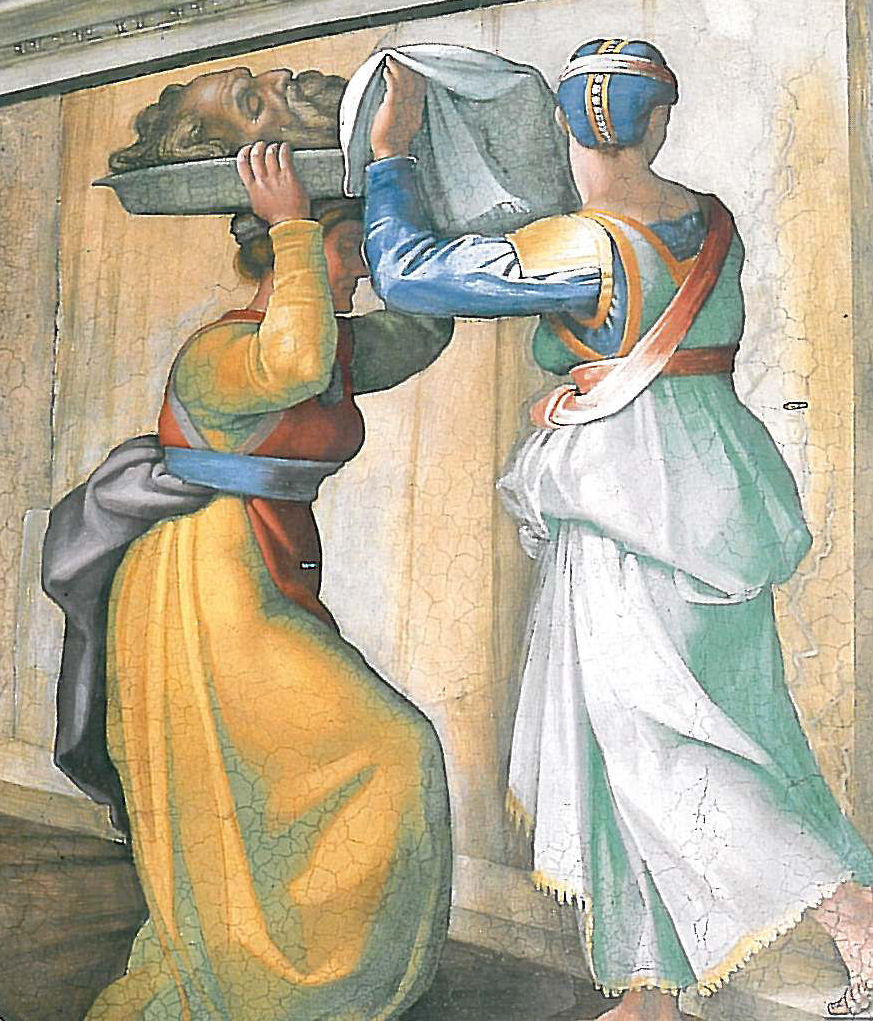
Giuditta con la serva e il capo di Oloferne, Michelangelo, Cappella Sistina (1508-12)
Giuditta con la testa di Oloferne, Konrat Meit alabastro (1512)
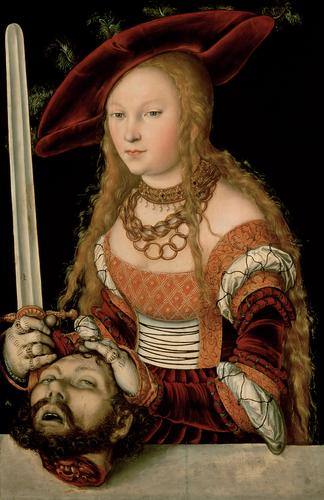
Giuditta con la testa di Oloferne, Lucas Cranach il vecchio (c. 1530)
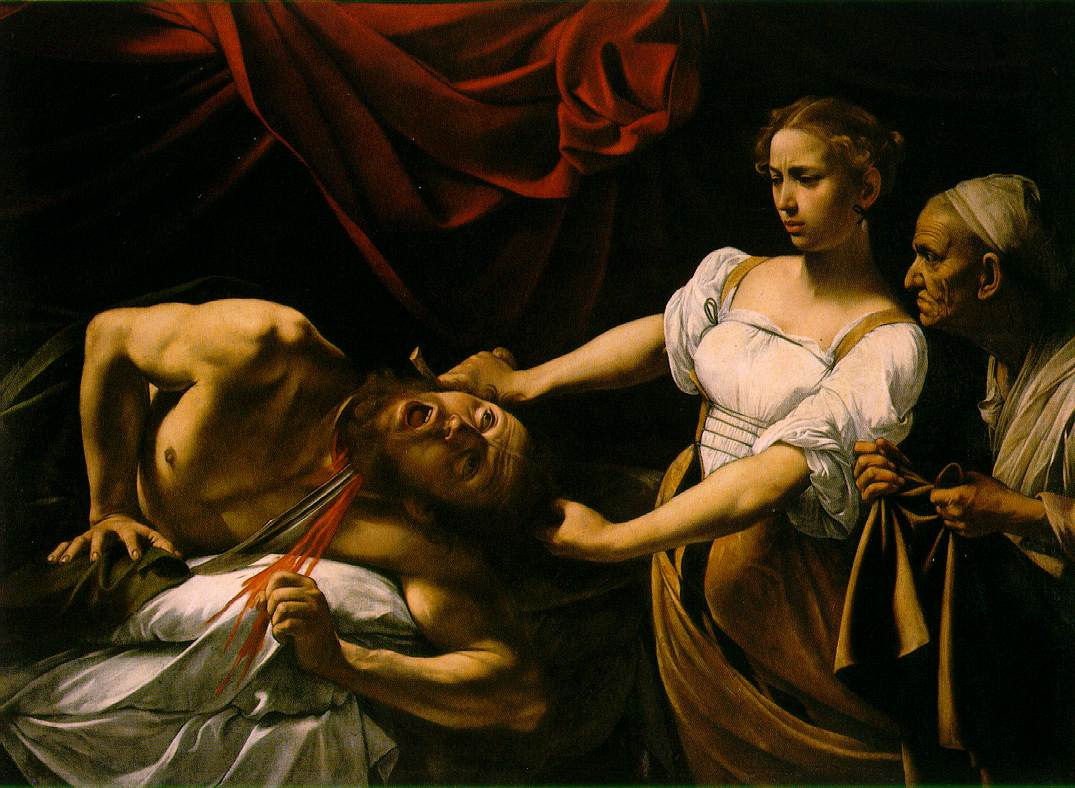
Giuditta taglia la testa ad Oloferne, Caravaggio (1598)
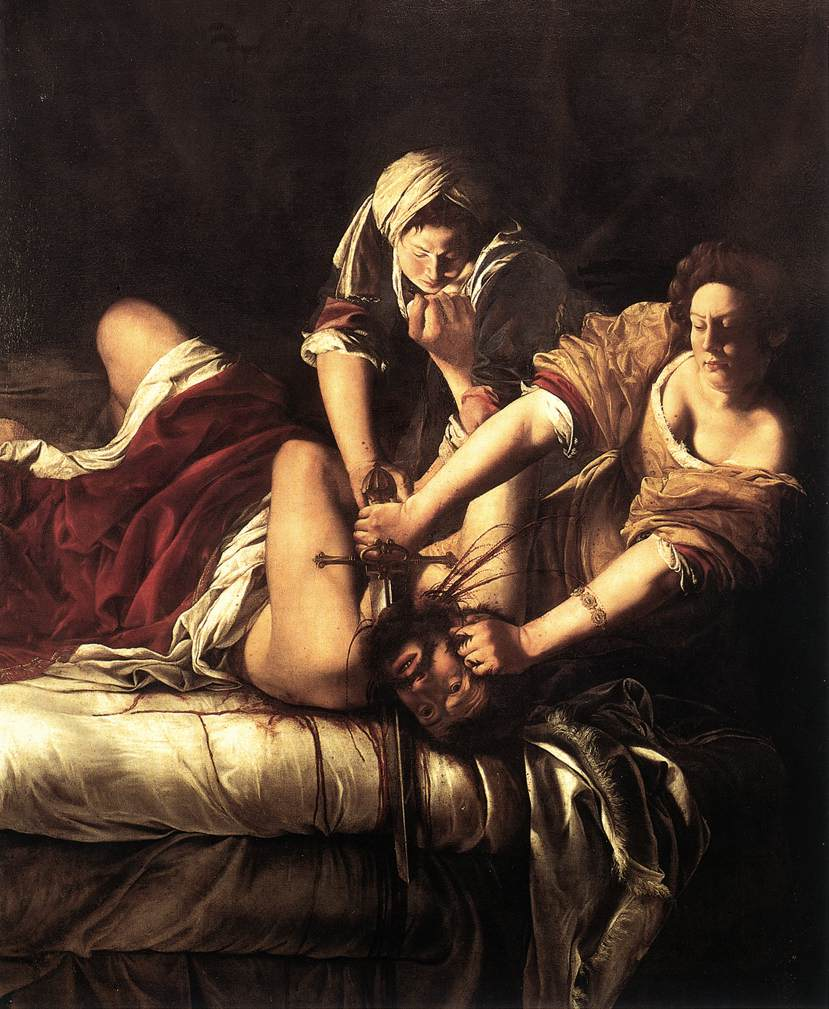
Giuditta decapita Oloferne, Artemisia Gentileschi (1620)
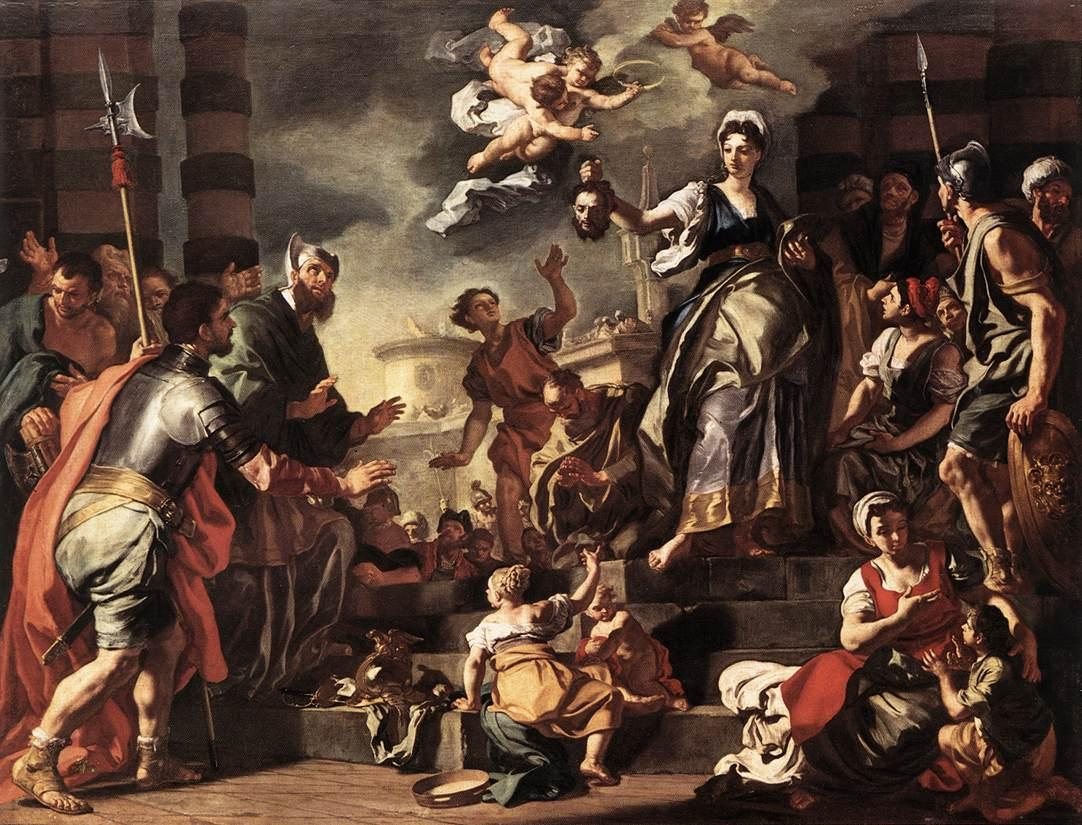
Giuditta mostra la testa di Oloferne, Francesco Solimena (1728-1733)
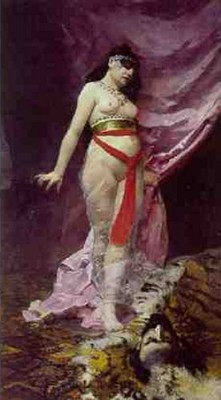
Giuditta di Paul Albert Steck (c. 1900)
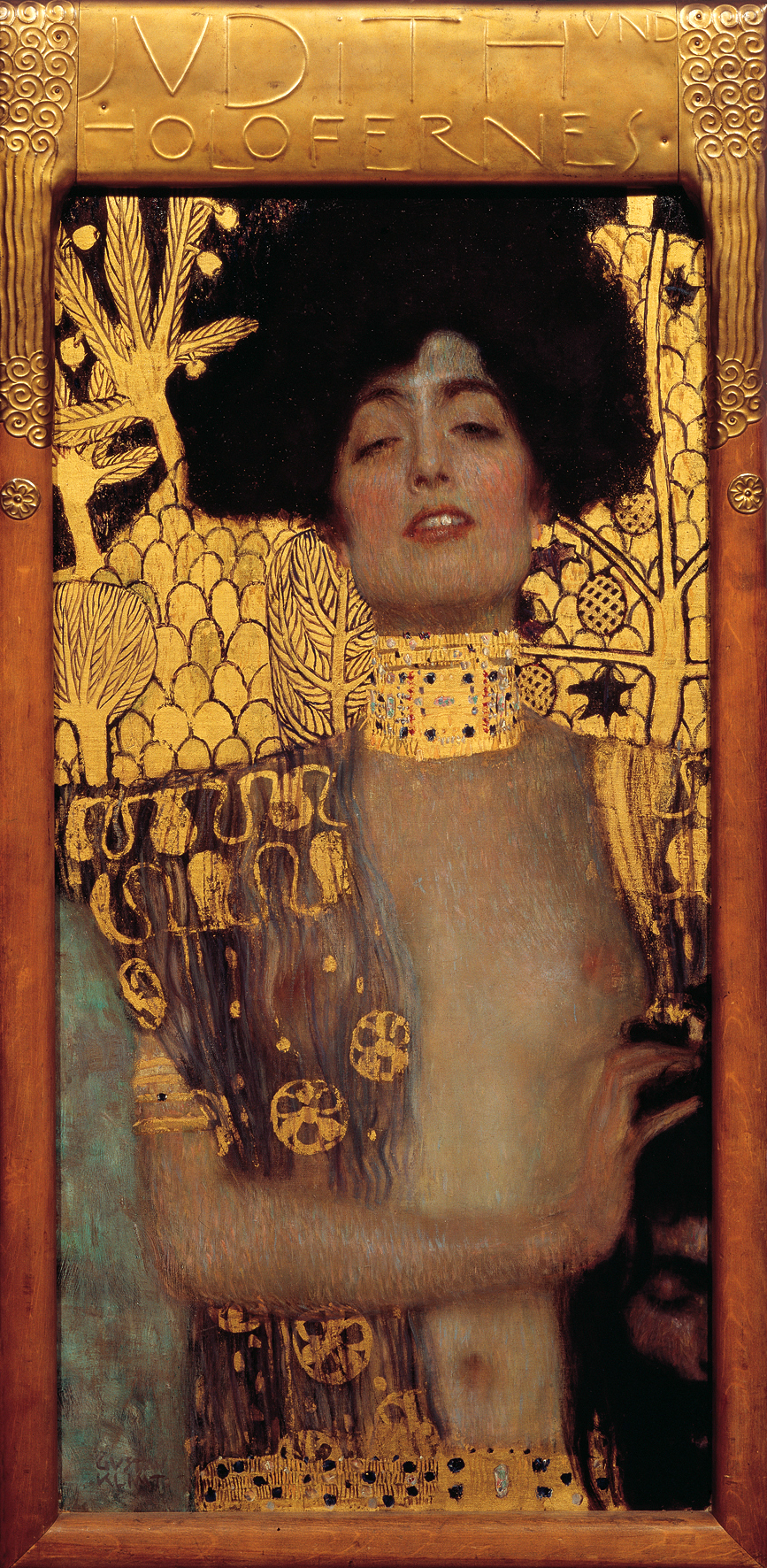
Gustav Klimt, Giuditta I, 1901
Gustav Klimt, Giuditta II, 1909

## Cinema
- Giuditta di Betulla (Judith of Bethulia), film del 1914 di David Wark Griffith

## Musica
- La Giuditta, oratorio del 1693 di Alessandro Scarlatti
- Juditha triumphans devicta Holofernis barbarie, oratorio del 1716 di Antonio Vivaldi
- La Betulia Liberata, oratorio del 1771 di Wolfgang Amadeus Mozart

### Riferimenti
1. ↑  Bibbia di Gerusalemme, EDB, 2011, p. 920, ISBN 978-88-10-82031-5.
2. ↑  (EN) Michael David Coogan, Marc Zvi Brettler e Carol Ann Newsom, The New Oxford Annotated Bible, Oxford University Press, 2010,  pp. 31-36.
3. ↑   Bibbia di Gerusalemme, Edizioni Dehoniane Bologna, 2011,  pp. 919-923, ISBN 978-88-10-82031-5.
4. ↑   Raymond Edward Brown, Joseph A. Fitzmyer e Giuseppe Segalla, Nuovo grande commentario biblico, Queriniana, 2002,  pp. 748-749, ISBN 978-88-399-0054-8.
5. ↑   Bibbia TOB, Libreria della Dottrina Cristiana, 1997,  pp. 1846-1847, ISBN 88-01-10612-2.
6. ↑   Giuditta 2,21-28; 4,6-7, su laparola.net..
7. ↑   Giudit1,1, su laparola.net..
8. ↑   Giuditta 4,1-3, su laparola.net.;  Giuditta 5,19, su laparola.net..
9. ↑  Bibbia di Gerusalemme, EDB, 2011, pp. 919-923, 947, 950-951, ISBN 978-88-10-82031-5.
10. ↑   La Bibbia, Edizioni Paoline, 1991,  p. 614, ISBN 88-215-1068-9.
11. ↑   La Sacra Bibbia, CEI - UELCI, 2008,  p. 591, ISBN 978-88-6758-102-3.
12. ↑  (EN) Géza G. Xeravits, A Pious Seductress: Studies in the Book of Judith, Walter de Gruyter, 2012, ISBN 978-3-11-027998-6.
13. ↑  (EN) Flavius Josephus, The New Complete Works of Josephus, Kregel Academic, 1999,  p. 452, ISBN 978-0-8254-2924-8.
14. ↑  (EN) Dan W. Clanton Jr, The Good, the Bold, and the Beautiful, Bloomsbury Publishing, 2006, ISBN 978-0-567-14507-9.
15. ↑  (EN) Dan W. Clanton Jr, The Good, the Bold, and the Beautiful, Bloomsbury Publishing, 2006,  p. 41, ISBN 978-0-567-14507-9.